# San Juan Evangelista (El Greco, Museo del Prado)
San Juan Evangelista  es una obra de El Greco, realizada en 1609 durante su último período toledano. Se conserva en una de las salas del Museo del Prado de Madrid. Llegó al Museo en 1921, desde la colección privada de César Cabañas Caballero.

## Análisis
Es una obra muy similar a la que se encuentra en la catedral de Santa María de Toledo. Destaca el fondo nebuloso que resalta la figura en medio cuerpo del apóstol san Juan, quien porta un cáliz con un dragón, lo que alude a la copa envenenada que se le hizo beber en prisión, de la que salió indemne. El carmesí y el verde amarillento enlazan la obra con el Manierismo. Es una obra de factura rápida y esbozada, basada en los conceptos de luz y espiritualidad reinantes en la obra del cretense.